# ちえりの恋は8メートル
『ちえりの恋は8メートル』（ちえりのこいははちメートル）は、ミトガワワタルによる日本の漫画。『少年ジャンプ+』（集英社）において、2022年10月2日から2025年1月26日まで連載された。

## あらすじ
原因不明の急成長により、身長8メートルの巨大娘と化してしまった女子高生の大峰ちえり。巨大に成長した直後は物珍しさから衆目を集めていたが、街の人々からはいつしかその存在が自然に受容されるようになり、今では「巨大少女支援局」の協力を得ながら高校に通う生活を送っている。
そんなちえりの心の支えになっているのは、同級生で幼馴染の「ユメちゃん」こと小滝夢路。規格外の巨体で不自由な生活を強いられながらも自由奔放な生き方を貫くちえりと、クラスで任命された「お世話係」として少しでも彼女に年相応の青春を満喫してもらいたいと奮闘する夢路の桁外れな恋愛模様を描く。

## 登場人物
大峰 ちえり（おおみね ちえり）
主人公、高校2年生。原因不明の急成長により身長8メートルの巨大娘と化し、日常生活に支障をきたすようになったため親元を離れて「巨大少女支援局」が提供した特注のプレハブ小屋で一人暮らしをしている。支援局の仲介により、受け入れ態勢の整った現在の高校へ転校した際に夢路と再会し「お世話係」に任命された彼を自由奔放に振り回す。
小滝 夢路（こたき ゆめじ）
ちえりの同級生で幼馴染の少年。小学校の途中までちえりと同級生だったが、入学先の高校へ転入した来た彼女と再会し「幼馴染だから」と言うだけの理由で巨大化した彼女の学校生活をサポートする「お世話係」に任命された。
佐々木 陽菜（ささき ひな）
ちえりの同級生。短い茶髪をソバージュにしている。姉が美容師のため本人もヘアカットに自信があり、休日にちえりの部屋へ遊びに行った時にカットを手伝った。
柳瀬 月乃（やなせ つきの）
ちえりの同級生。ストレートの黒髪で、左目の下に泣きぼくろがある。陽菜と2人でちえりの部屋へ遊びに行った時に化粧を手伝った。

## 書誌情報
- ミトガワワタル『ちえりの恋は8メートル』集英社〈ジャンプ・コミックス〉、全6巻
  1. 2023年2月3日発売[3][4]、ISBN 978-4-08-883480-1
  2. 2023年7月4日発売[5]、ISBN 978-4-08-883651-5
  3. 2023年12月4日発売[6]、ISBN 978-4-08-883815-1
  4. 2024年5月2日発売[7]、ISBN 978-4-08-884101-4
  5. 2024年10月4日発売[8]、ISBN 978-4-08-884228-8
  6. 2025年3月4日発売[9]、ISBN 978-4-08-884379-7